# Hilton Hotels

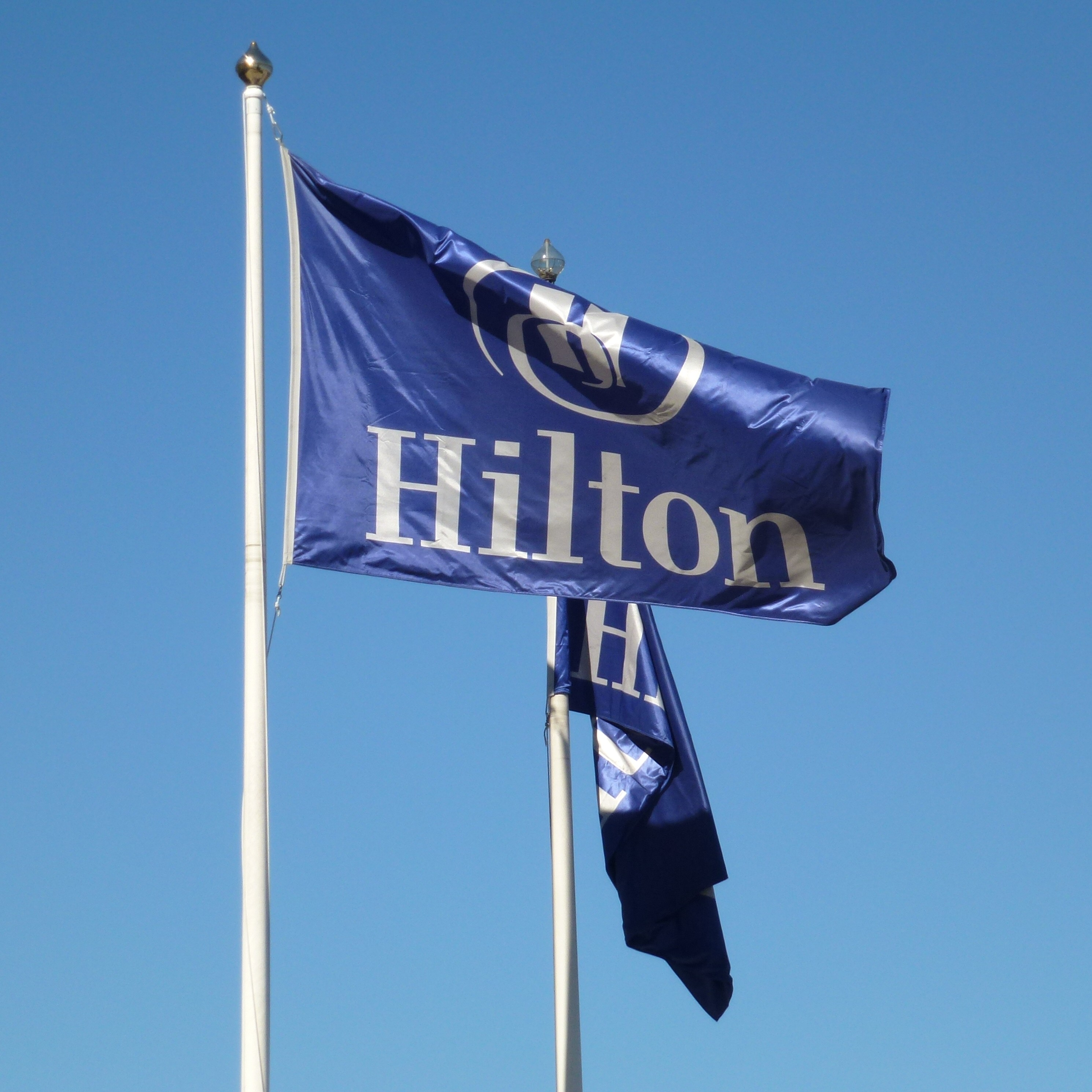
Hiltons flagga.

Hilton Hotels är en internationell amerikanskägd hotellkedja grundad 1919 av Conrad Hilton i Cicso i Texas i USA.
Barron Hilton, son till grundaren Conrad Hilton, är delägare i bolaget. Enligt brittiska The Times ägde familjen Hilton tidigare 5 procent av aktierna i hotellkoncernen. Rick Hilton, far till systrarna Paris Hilton och Nicky Hilton, är nummer sex av Barron Hiltons åtta barn. Alla aktier ägs numera av Blackstone Group.
Inom Hiltonkoncernen (Hilton Worldwide) finns flera grupper av hotellkedjor världen över. Flaggskeppet är Hiltonhotellen som är över 500, spridda över hela världen.

## Hilton i Sverige
I Sverige finns Hilton Stockholm Slussen.
Mellan 2001 och 2007 ingick Nordens största hotellkedja Scandic Hotels i Hiltongruppen.
Scandic Sergel Plaza i Stockholm, som upphörde 2015, drevs vidare av Hilton som en del av uppgörelsen när Hilton sålde Scandic 2007.

## Hiltonkoncernens kedjor
- Hilton Hotels & Resorts
- Waldorf Astoria Hotels & Resorts
- Conrad Hotels & Resorts
- DoubleTree
- Embassy Suites Hotels
- Hilton Garden Inn
- Hampton Hotels & Suites
- Homewood Suites by Hilton
- Home2 Suites by Hilton